# James Burnett, Lord Monboddo
James Burnett, Lord Monboddo (Monboddo House, 25 ottobre 1714 – Edimburgo, 26 maggio 1799), è stato un magistrato, linguista e filosofo scozzese, riconosciuto come uno dei fondatori della moderna linguistica comparata.
È conosciuto anche come Lord Monboddo per titolo onorario acquisito nel 1767, quando divenne membro della suprema corte civile di Scozia.